# Forgotten Freshness Volumes 1 & 2
Forgotten Freshness Volumes 1 & 2 è una raccolta di inediti del gruppo Horrorcore Insane Clown Posse.

## Tracce
Disco 1
1. Hey Vato - 5:05
2. Dead Pumpkins - 4:57
3. Fat Sweaty Betty - 4:42
4. Willy Bubba - 3:40
5. Graveyard - 6:14
6. Fuck Off - 4:38
7. I Didn't Mean To Kill Em - 3:59
8. Southwest Strangla - 4:43
9. Santa's A Fat Bitch - 4:25
10. Witching Hour - 5:36

Disco 2
1. Mr. Johnson's Head [Remix] - 6:12
2. Clown Love - 3:45
3. Hokus Pokus [Headhunta'z Remix] - 3:57
4. Red Christmas - 4:28
5. House of Wonders - 3:10
6. Mr. Rotten Treats - 5:52
7. Piggy Pie (Old School) - 4:24
8. I'm Not Alone - 5:07
9. 85 Bucks An Hour - 3:18
10. Halloween On Military Street - 5:18
11. Dog Beats - 5:00
12. Mental Warp